# Rhynchostegium acanthophyllum
Rhynchostegium acanthophyllum là một loài rêu trong họ Brachytheciaceae. Loài này được Mont. A. Jaeger mô tả khoa học đầu tiên năm 1878.